# مسجد شیخ یوسف علی
مسجد شیخ یوسف علی مربوط به دوره قاجار است و در تربت حیدریه، ابتدای خیابان فرمانداری، راسته راست خیابان فرمانداری واقع شده و این اثر در تاریخ ۵ تیر ۱۳۸۴ با شمارهٔ ثبت ۱۱۹۲۳ به‌عنوان یکی از آثار ملی ایران به ثبت رسیده است.